# Kappa Fornacis
Kappa Fornacis (κ Foracis, förkortat Kappa For, κ For) som är stjärnans Bayerbeteckning, är en trippelstjärna belägen i den norra delen av stjärnbilden Ugnen. Den har en kombinerad skenbar magnitud på 5,32 och är synlig för blotta ögat där ljusföroreningar ej förekommer. Baserat på parallaxmätning inom Hipparcosuppdraget på ca 45,5 mas, beräknas den befinna sig på ett avstånd på ca 72 ljusår (ca 22 parsek) från solen. 

## Egenskaper
Primärstjärnan Kappa Fornacis A är en gul till vit stjärna i huvudserien av spektralklass G1 V-IV. vilket anger att den är i färd med att utvecklas mellan dvärg- och underjättestadiet. Detta stöds av att dess ytjämvikt är lägre än en typisk G-dvärg och dess låga nivå av kromosfärisk aktivitet (log R' HK ≈ -5,0).   Den har en massa som är ca 1,2 gånger större än solens massa, en radie som är ca 1,8 gånger större än solens och utsänder från dess fotosfär ca 3,7 gånger mera energi än solen vid en effektiv temperatur av ca 6 400 K. 
Kappa Fornacis observerades 1995 att vara  belägen 0,23 bågsekunder norr om en källa till röntgen- och radiostrålning, ett avstånd så nära att den troligtvis är förbunden med stjärnan. Även om detta skulle tyda på att stjärnan är aktiv och därför ung, anger andra observationer, som sträcker sig över ett halvt sekel, att den har en periodisk variation på 26,5 ± 2 år och är en astrometrisk dubbelstjärna, vilket betyder att en följeslagare är källan till överskottet av strålning.
De två komponenterna i följeslagaren Kappa Fornacis B är båda unga stjärnor i huvudserien av spektraltyp M. Om man antar att de är identiska, har de båda massor lika med ungefär hälften av solens. Eftersom de har en så kort omloppsperiod (delsystemet består av två ungefär lika stora röda dvärgar som kretsar kring varandra med en period på ca 3,7 dygn), kommer tidvatteneffekterna att bibehålla en hög aktivitetsnivå på båda stjärnorna (analogt med CM Draconis), vilket innebär att de sannolikt uppvisar flares och rotationsvariationer ( BY Draconis- variabilitet).

## Anteckningar
1.Även om stjärnan är refererad som G1V är den, även om den korrigeras för följeslagaren, för ljusstark för att vara en dvärg: På Hertzsprung-Russell-diagrammet ligger stjärnan ungefär halvvägs mellan huvudserien och underjättebandet. Stjärnans logg tyder på att den är en underjätte och dess metallicitet utesluter kylning, så den måste vara utvecklad.
2.Den relevanta beräkningen för absolut magnitud är {\displaystyle M=m-5((\log _{10}{D_{L}})-1)\!\,}, där {\displaystyle m\!\,} är den skenbara storleken och {\displaystyle D_{L}\!\,}  är avståndet i parsecs.